# أمانيزلو
أمانيزلو أحد ملوك كوش حكم المملكة في منتصف القرن الثالث قبل الميلاد.

## الآثار والنقوش
يُعرف أمانيزلو بشكل أساسي من هرمه في مروي، قيل أنه كان خليفة للملك أركماني وسلف أمانتيخا.
وهو معروف أيضًا من نقش على تمثال أسد من الجرانيت للفرعون المصري أمنحتب الثالث موجود الآن في المتحف البريطاني.